# قائمة أعمال إدريس بن الحسن العلمي
هذه قائمة ببعض أعمال اللغوي إدريس بن الحسن العلمي:

## مفاضلة لغوية
مفاضلة لغوية بين لغة عدنان ولغة موليير. كتاب ألفه ضمن مجموعته اللسان الأستاذ إدريس بن الحسن العلمي. جمعه وقدمه وأخرجه ولده الدكتور أمل العلمي.

صورة غلاف كتاب "مفاضلة لغوية بين لغة عدنان ولغة موليير" - مجموعة اللسان. تأليف إدريس بن الحسن العلمي

«مفاضلة لغوية بين لغة عدنان ولغة موليير»: في أسلوب طريف يجري الكاتب في هذا الكتاب النفيس مقارنة بين لغة الضاد واللغة الفرنسية على الخصوص فوفق أيما توفيق في إبراز بعض مفاتن اللغة العربية ومكامن جمالها وعبقريتها وخصائصها التي لا تدانى ولا تضاهى في هذه الدراسة المعنونة «مفاضلة لغوية بين لغة عدنان ولغة موليير»..

## في اللغة
في اللغة. كتاب ألفه ضمن مجموعته اللسان الأستاذ إدريس بن الحسن العلمي. جمعه وقدمه وأخرجه ولده الدكتور أمل بن إدريس بن الحسن العلمي.

صورة غلاف كتاب "في اللغة" - مجموعة اللسان. تأليف إدريس بن الحسن العلمي

«في اللغة» كتاب يعالج عبقرية اللغة العربية وآراء المفكرين العرب والغربيين حولها وما تمتاز به عن غيرها من خصائص من اشتقاق وقياس ونحت وإيجاز ودقة وإعراب وثروة وسعة تدرج في مراتب الأشياء؛ يقوم بمقارنات بنيوية وأسلوبية بين اللغة العربية واللغة الفرنسية تبرز معها عبقرية لغة الضاد وتفوقها على اللغة الفرنسية من حيث الإيجاز والدقة في التعبير وجزالة اللفظ وتركيب الجمل.
- ومن أهم ما جاء فيه خدمة لمستقبل اللغة العربية، «مشروع معجم المعاني العربي» الذي سبق للمؤلف بسطه واقتراح منهجه وموضوعه في بحث قيم مفيد نشر في العدد الأول من مجلة اللسان العربي (صفر 1384/يونيو 1964). كما يستعرض الكتاب ضمن فصوله الحديث عن معاجم المعاني العربية القديمة بالمقارنة مع معاجم المعاني الفرنسية الحديثة.
- وينبه الكاتب على أهمية الألفاظ القرآنية بإعطائها الأولوية في الاستعمال والمداولة والكتابة نثرا وشعرا.
- ويبرز الكاتب أهمية «المعجم الوسيط» الذي أصدره مجمع اللغة العربية بالقاهرة ومكانته المرموقة من بين المعاجم اللغوية العربية المعاصرة وما يتفرد به عن سواه... وأعقب ذلك ببعض الملاحظات عليه نشرت ضمن سلسلة أبحاث في مجلة اللسان العربي. وإذ يشكر المؤلف المجمع اللغوي بالقاهرة لاستجابته لعدد من الأخطاء التي نص عليها والتي تداركها المعجم بالتصحيح في الطبعة الثانية؛ يهيب به بالعمل على تدارك الأخطاء الأخرى المنصوص عليها ويلح الكاتب في هذا الطلب معززا آراءه بالشواهد اللغوية والمعجمية الكثيرة.
- ويتعرض الكتاب لتصحيح أخطاء شائعة وما شاع من لحن على ألسنة المذيعين على الخصوص فجاراهم في ذلك عامة القوم.
- ويختتم الكتاب بقسم محاربة اللغة العربية

## في الاصطلاح
في الاصطلاح. كتاب ألفه ضمن مجموعته اللسان الأستاذ إدريس بن الحسن العلمي. جمعه وقدمه وأخرجه ولده الدكتور أمل بن إدريس بن الحسن العلمي.

صورة غلاف كتاب "في الاصطلاح" - مجموعة اللسان. تأليف إدريس بن الحسن العلمي

«في الاصطلاح» هذا الكتاب يعالج موضوع الاصطلاح، فبعد فصل مفيد يحدد مفهوم الاصطلاح وماهيته ويبين الفرق اللغوي بينه وبين المصطلح والمصطلحية، وبعد إبراز المناهج والضوابط المعتمدة (سواء منها اللغوية أو التقنية) لإيجاد المصطلح.

## في شعاب الحرية
«في شعاب الحرية» هو عنوان أحد الدواوين الشعرية للشاعر إدريس بن الحسن العلمي وهو الجزء الأول من ديوان نفحات تجد فيه الأحداث والوقائع والمناسبات الوطنية المغربية الكبرى على الخصوص في عهد الحماية الفرنسية المفروضة على المغرب آنذاك.